# Acquedotto cerebrale
L'acquedotto cerebrale o dotto mesencefalico o acquedotto di Silvio, contiene il liquido cerebro-spinale all'interno del mesencefalo, e collega il terzo ventricolo nel diencefalo al quarto ventricolo nella regione del mesencefalo e metencefalo, situato dorsalmente sul ponte e ventralmente sul cervelletto.
È circoscritto da un raggruppamento neuronale, definito sostanza grigia periacqueduttale, con il compito della modulazione dolorifica, grazie alla produzione di encefalina, serotonina e altri neuropeptidi.

## Sviluppo
L'acquedotto cerebrale, analogamente ad altre parti del sistema ventricolare del cervello, si sviluppa dal canale centrale del tubo neurale. In particolare, il condotto origina dalla porzione del tubo neurale che è presente nello sviluppo del mesencefalo, da cui il nome "dotto mesencefalico".

## Patologia
Un blocco in tale condotto è causa di idrocefalo.

## Galleria d'immagini

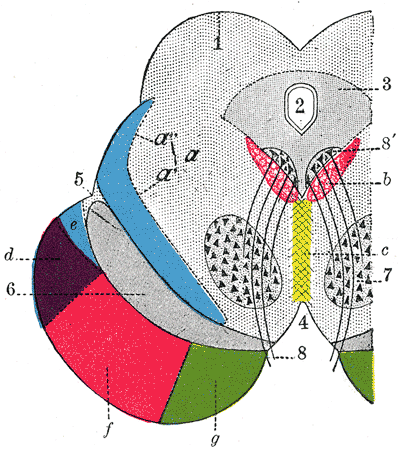
Sezione trasversale attraverso mesencefalo; il numero 2 indica l'acquedotto cerebrale
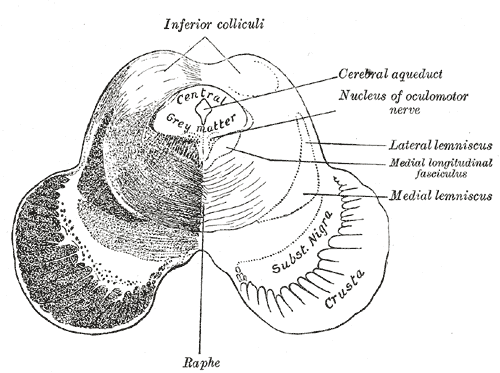
Sezione trasversale del mesencefalo a livello del collicolo inferiore
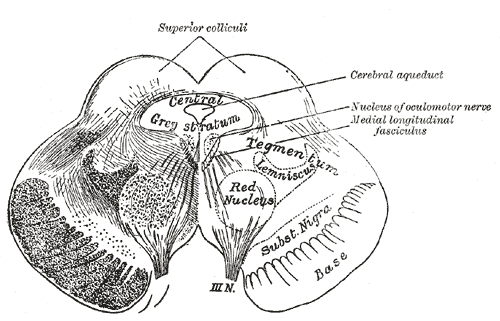
Sezione trasversale del mesencefalo a livello del collicolo superiore
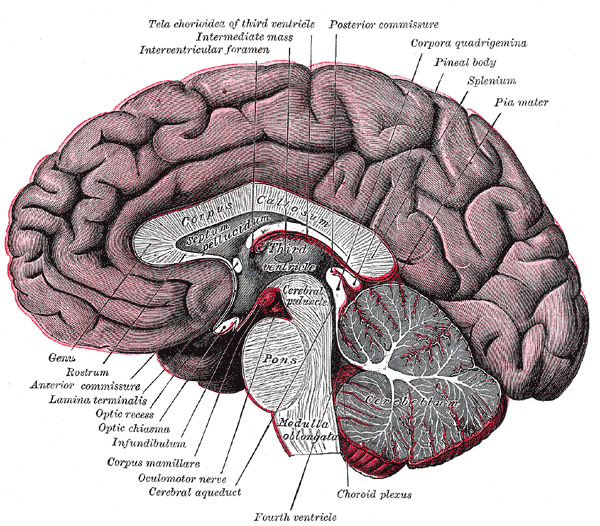
Sezione mediana sagittale del cervello
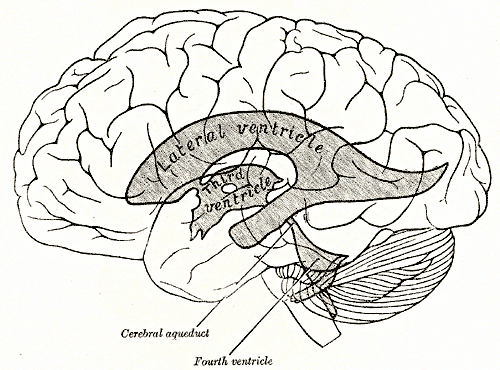
Schema che mostra le relazioni dei ventricoli alla superficie del cervello
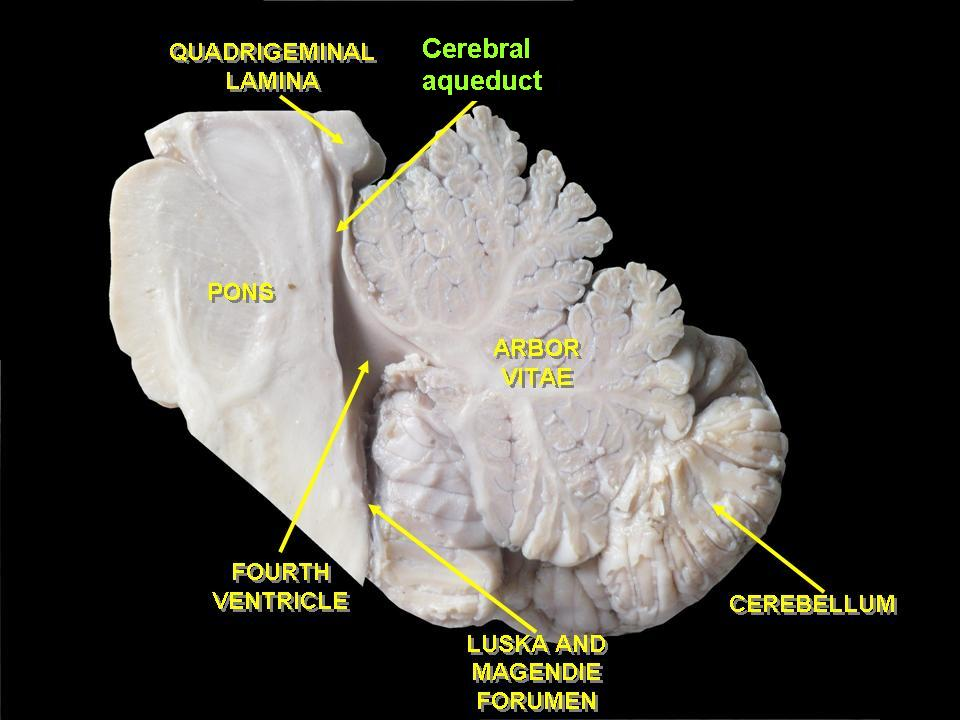
Acquedotto cerebrale
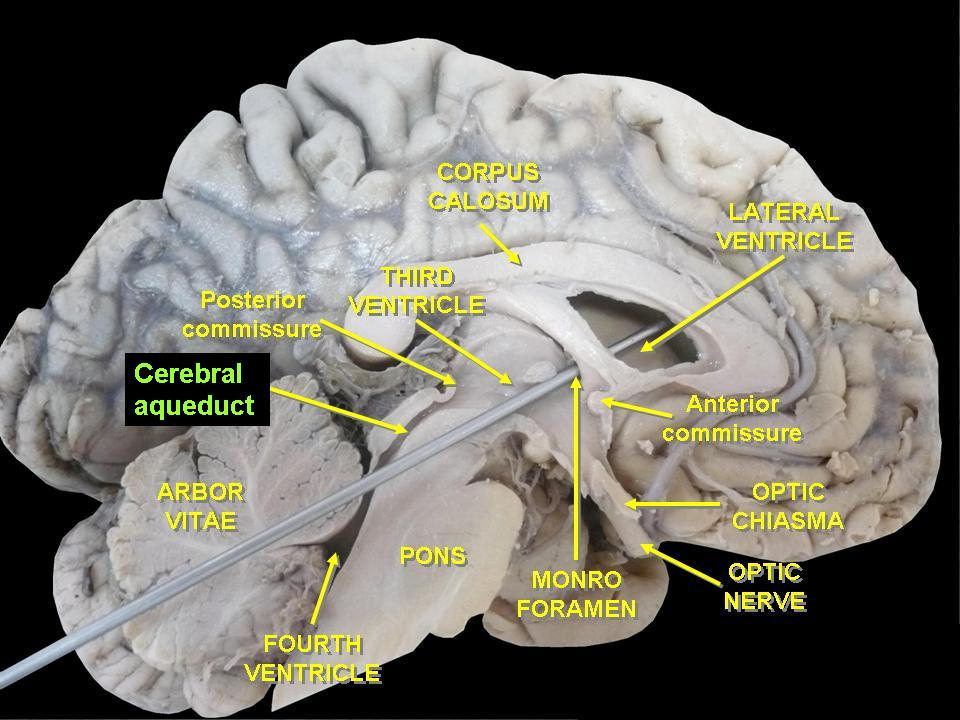
Acquedotto cerebrale